# Topomyia dejesusi
Topomyia dejesusi är en tvåvingeart som beskrevs av Francisco E. Baisas och Feliciano 1953. Topomyia dejesusi ingår i släktet Topomyia och familjen stickmyggor.
Artens utbredningsområde är Filippinerna. Inga underarter finns listade i Catalogue of Life.